# Gecos field
O campo gecos ou campo GECOS é um campo de cada registro no arquivo /etc/passwd no Unix e em sistemas operacionais semelhantes como no Linux. No UNIX, é o 5º de 7 campos em um registro.

Normalmente é usado para registrar informações gerais sobre a conta ou seu(s) usuário(s), como nome real e número de telefone.